# José Ignacio Barraquer
Josè Ignacio Barraquer (Barcellona, 24 gennaio 1916 – Bogotà, 13 febbraio 1998) è stato un medico spagnolo.
È considerato il padre della chirurgia refrattiva.

## Biografia
Nato in Spagna, era il figlio del noto chirurgo oculista  Ignacio Barraquer, fondatore della  Clinica Barraquer, e nipote di  José Antonio Barraquer-Roviralta, titolare della prima cattedra di oftalmologia di Barcellona. Laureato in Medicina e specializzato in  oftalmologia, Barraquer cominciò immediatamente a studiare i vizi refrattivi, le cause e i possibili trattamenti. Fu inventore di nuovi strumenti chirurgici e ideatore di nuove tecniche chirurgiche.

## Innovazioni in campo medico
Nel 1964 Barraquer introdusse due nuove tecniche chirurgiche: la cheratomileusi, che prevede la rimozione, il congelamento, la modifica e il reinserimento del disco corneale nell'occhio del paziente, e la cheratofachia, in cui un disco corneale - naturale o artificiale - viene introdotto nella cornea per modificarne la forma ed eliminare il difetto rifrattivo.
Barraquer ideò personalmente alcuni degli strumenti chirurgici necessari nelle operazioni di sua invenzione, i più noti sono il microcheratomo e il criolato.